# کره‌ای‌ها در مالزی
کره‌ای‌ها در مالزی (انگلیسی: Koreans in Malaysia)، شمار کره‌ای‌ها در این کشور در سال ۲۰۱۵، بالغ بر ۱۲٬۶۹۰ نفر بود که باعث شد در بین بزرگ‌ترین جوامع کره‌ای‌های خارج از کشور حائز رتبه ۲۲ گردند و در منطقه جنوب شرق آسیا رتبه پنجم را به خود اختصاص دهند.

## تاریخچه مهاجرت
پیشینه کره‌ای‌ها در مالزی به حدود نیم قرن پیش بر می‌گردد؛ مالزی و کره جنوبی در سال ۱۹۶۰ روابط دیپلماتیک خود را برقرار کردند و در همان دهه، هنگامی که مالزی با کمبود پزشک مواجه شد، شماری از پزشکان خارجی از جمله کره‌ای و فیلیپینی، مجوز فعالیت در مالزی را دریافت کردند.